# Bardonecchia
Bardonecchia (franska: Bardonèche/Bardonnèche, occitanska: Bardonescha) är en ort och kommun i storstadsregionen Turin, innan 2015 provinsen Turin, i regionen Piemonte, Italien. Kommunen hade 3 155 invånare (2017). Orten är belägen cirka 90 kilometer väst om Turin och ligger på 1 312 meters höjd över havet. I Bardonecchia finns det alpina skidanläggningar och här hölls tävlingar vid Olympiska vinterspelen 2006.